# 天拝山駅
天拝山駅（てんぱいざんえき）は、福岡県筑紫野市大字立明寺にある、九州旅客鉄道（JR九州）鹿児島本線の駅である。駅番号はJB09。

## 歴史

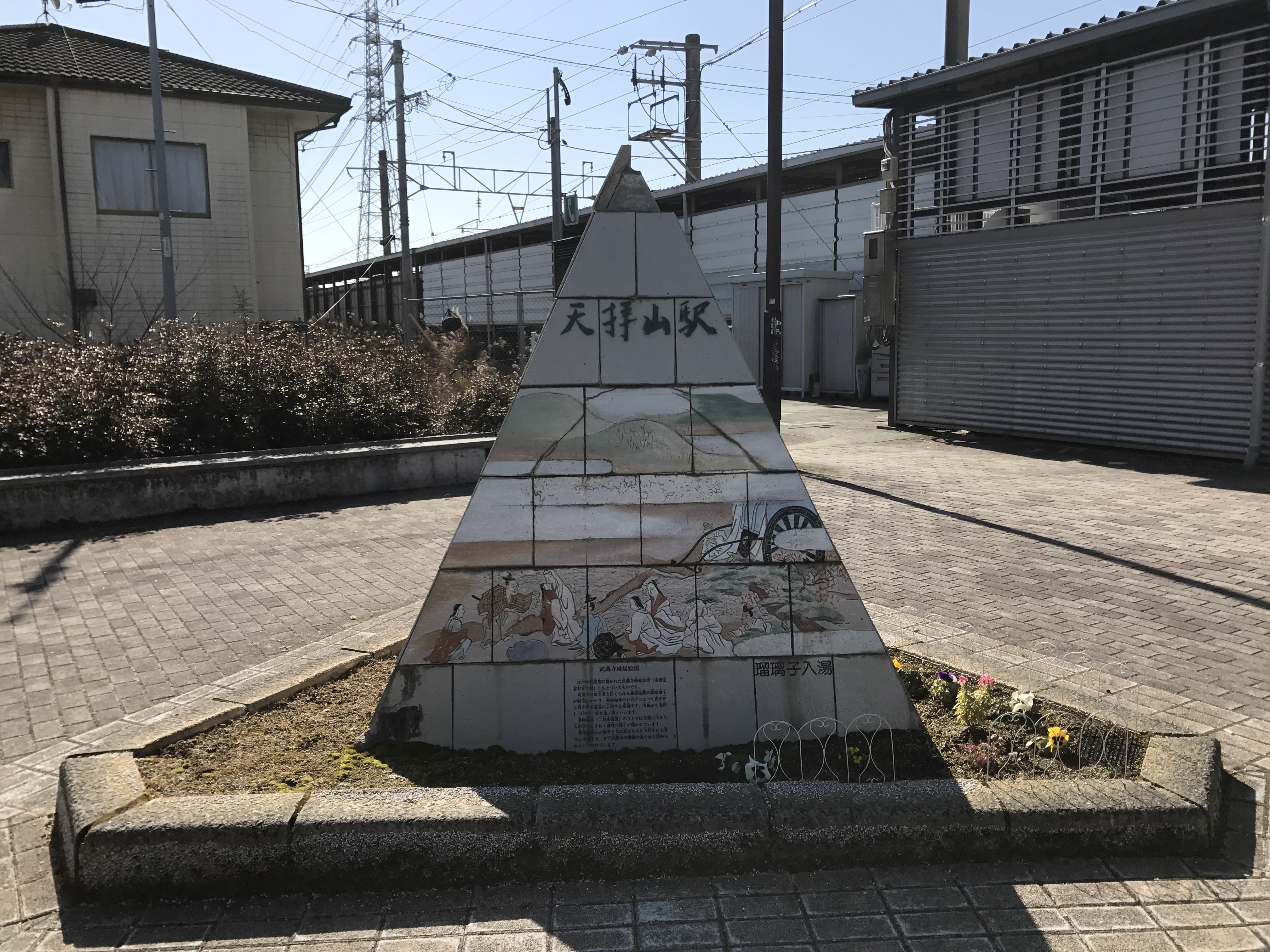
駅前にあるモニュメント

- 1989年（平成元年）3月11日：開業[2]。
- 2009年（平成21年）3月1日：ICカードSUGOCAの利用を開始[3]。
- 2022年（令和4年）3月11日：きっぷうりばの営業終了[4]。
- 2023年（令和5年）10月1日：駅営業形態をJR九州サービスサポートによる業務委託駅から[5]、九州旅客鉄道本体による直営駅へ変更[6]。

## 駅構造
相対式ホーム2面2線を有し、東側のみに駅舎及び改札口を有する地上駅である。互いのホームは跨線橋で連絡しているがエレベーターは無いため階段での移動となる。
無人駅であり、自動券売機が設置されている。SUGOCAの利用が可能であるが販売は行われておらず、チャージのみ取扱う。
なお、イオンモール筑紫野側（駅西側）には改札口が無い。その為、同店へ向かう場合は東側にある駅舎内の改札口を一旦出て、踏切を渡る必要がある。
駅名は当駅西側に位置する、万葉集にも詠われた天拝山に由来する。

### のりば
| のりば | 路線       | 方向 | 行先                     |
| ------ | ---------- | ---- | ------------------------ |
| 1      | 鹿児島本線 | 下り | 久留米・大牟田・佐賀方面 |
| 2      | 鹿児島本線 | 上り | 博多・小倉方面           |

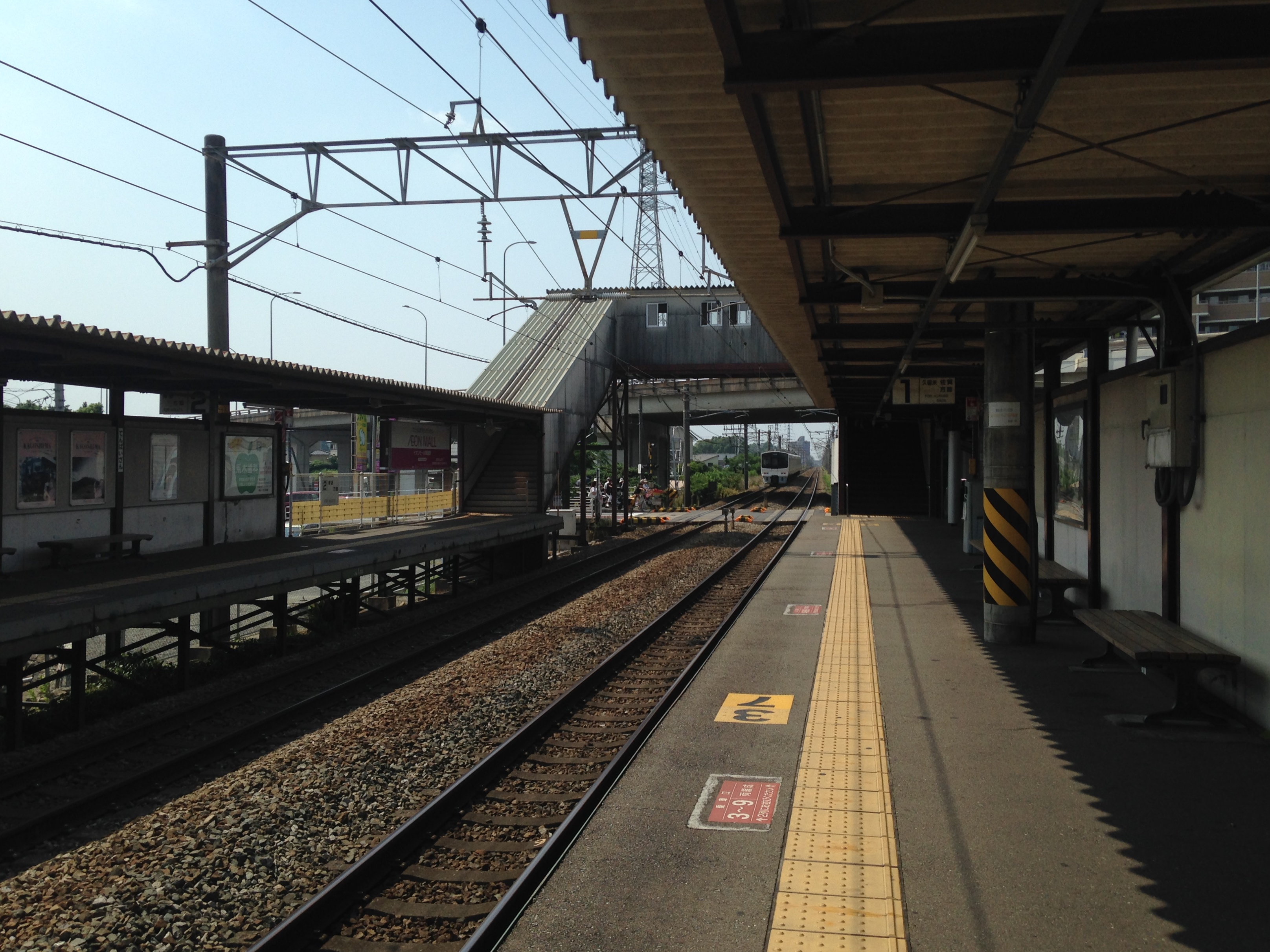
ホーム（2016年7月）
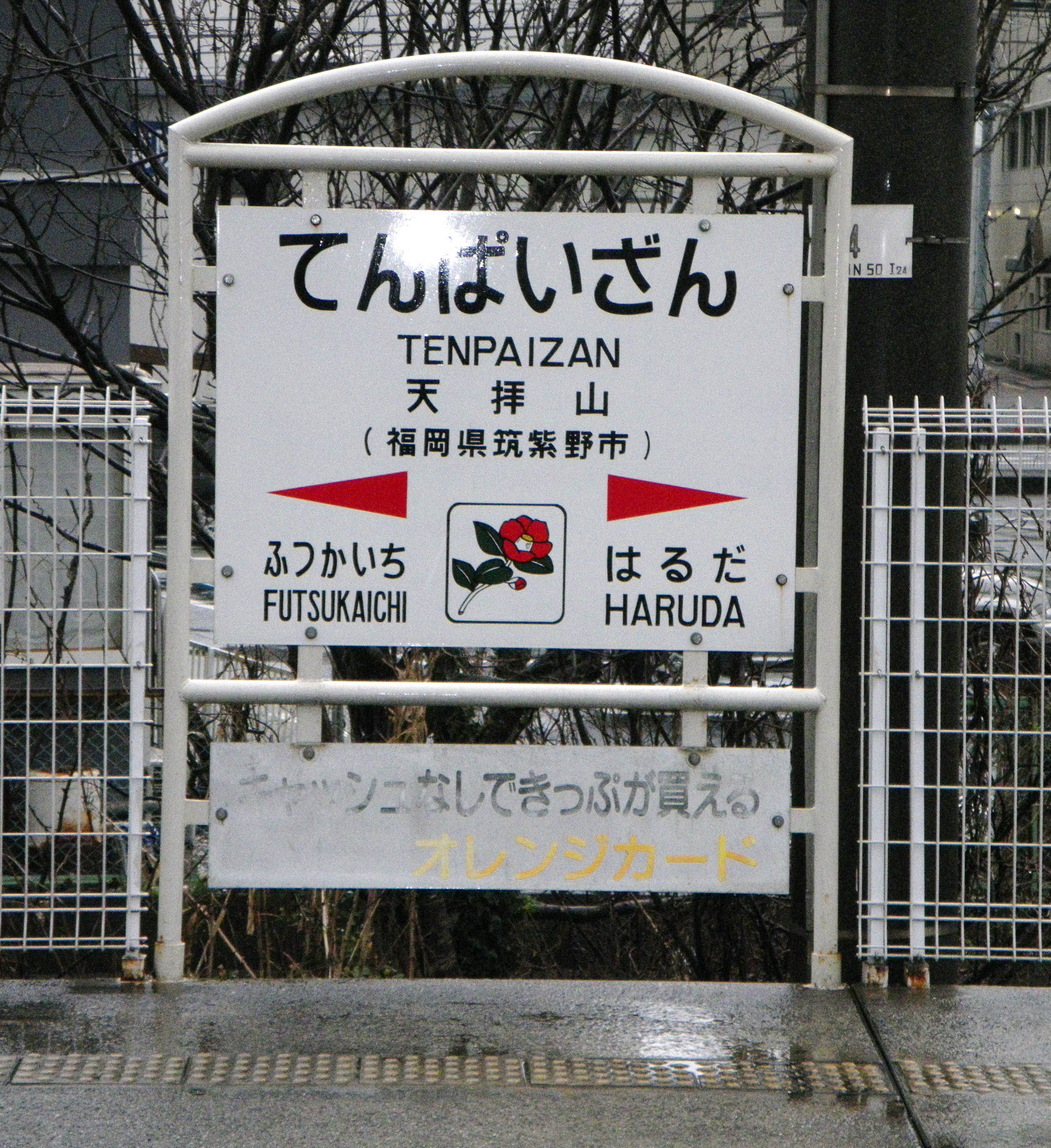
駅名標（2010年3月）

## 利用状況
2023年度の1日平均乗車人員は2,422人である。2008年以前は1,200人台を保っていたが、駅周辺にイオンモール筑紫野が開業した2008年度末以降から増加傾向にある。
近年の1日平均乗車人員は以下の通り。
| 年度   | 1日平均 乗車人員 |
| ------ | ---------------- |
| 1999年 | 1,279            |
| 2000年 | 1,310            |
| 2001年 | 1,299            |
| 2002年 | 1,233            |
| 2003年 | 1,219            |
| 2004年 | 1,189            |
| 2005年 | 1,208            |
| 2006年 | 1,230            |
| 2007年 | 1,276            |
| 2008年 | 1,668            |
| 2009年 | 2,041            |
| 2010年 | 2,099            |
| 2011年 | 2,161            |
| 2012年 | 2,216            |
| 2013年 | 2,307            |
| 2014年 |                  |
| 2015年 |                  |
| 2016年 | 2,636            |
| 2017年 | 2,707            |
| 2018年 | 2,680            |
| 2019年 | 2,724            |
| 2020年 | 2,166            |
| 2021年 | 2,294            |
| 2022年 | 2,439            |
| 2023年 | 2,422            |

## 駅周辺
- 筑紫野市役所
- 福岡県筑紫野警察署
- 筑紫税務署

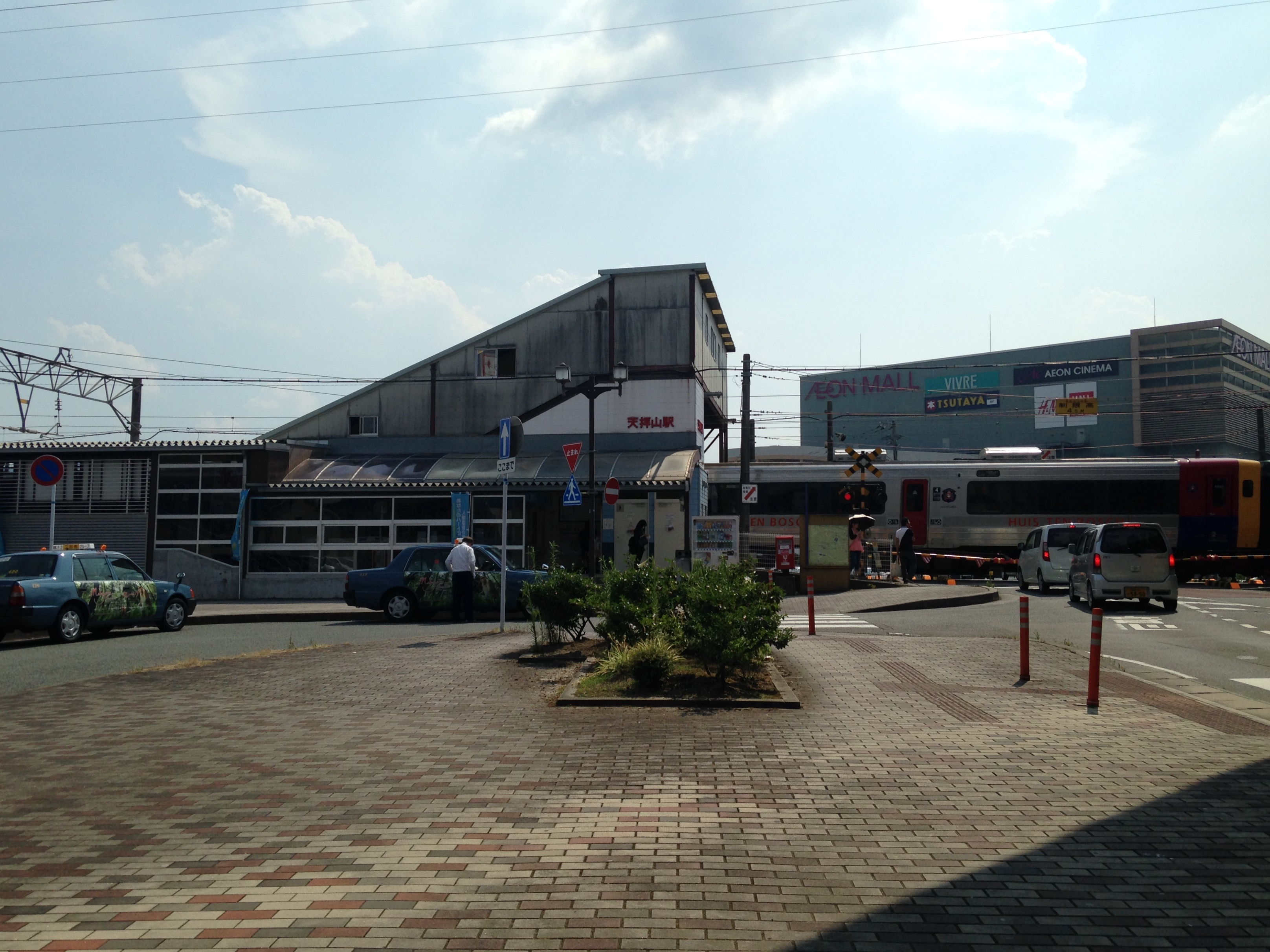
当駅の背後に見えるのが
イオンモール筑紫野

- 筑紫野太宰府消防組合消防本部・筑紫野消防署
- 朝倉街道郵便局
- 石崎幼稚園
- 福岡ヤクルト工場
- 筑紫野市立街道保育所
- 石崎公民館
- 福岡県立筑紫高等学校
- 筑紫野市立筑紫野中学校
- 福岡県立福岡視覚特別支援学校
- 福岡県赤十字血液センター
- 福岡大学筑紫病院
- 西鉄天神大牟田線朝倉街道駅 - 本駅から東へ徒歩約5分程度
- イオンモール筑紫野
- ゆめタウン筑紫野
- 天拝山

駅前にバス停はなく、西鉄バスは朝倉街道駅前にある「朝倉街道」バス停もしくはイオンモール筑紫野内にある「イオンモール筑紫野」バス停が最寄りで、筑紫野市コミュニティバス「つくし号」は旧3号線上の福岡大学筑紫病院前にある「福大筑紫病院」バス停が最寄り。

## 隣の駅
九州旅客鉄道（JR九州）
 鹿児島本線
■快速
通過
■区間快速（一部列車のみ停車）・■普通
二日市駅 (JB08) - 天拝山駅 (JB09) - 原田駅 (JB10)